# Буссе (Амурская область)
Бу́ссе — село в Свободненском районе Амурской области России. Административный центр Петропавловского сельсовета.
Посещение села — только по специальному разрешению.

## Название
Названо в честь Николая Васильевича Буссе (1828—1866), военного губернатора Амурской области.

## География
Село Буссе расположено на левом берегу Амура, на российско-китайской границек западу от районного центра города Свободный.
Расстояние до города Свободный (через сёла Загорная Селитьба, Сычёвка, Малый Эргель, Костюковка, Серебрянка, Новоивановка) — около 112 км.
Село Петропавловка стоит на левом берегу Амура в 14 км ниже села Буссе.

## История
Село основано как казачий посёлок казаками-переселенцами с реки Онон в 1857 году. Посёлок был в составе Кумарского станичного округа.

## Население
| 2002 | 2010 | 2012 | 2013 | 2014 | 2015 | 2016 |
| ---- | ---- | ---- | ---- | ---- | ---- | ---- |
| 286  | ↗549 | ↘546 | ↘528 | ↗557 | ↘520 | ↗525 |
| 2017 | 2018 |      |      |      |      |      |
| ↘513 | ↘505 |      |      |      |      |      |

## Известные уроженцы, жители
- Гребенюк, Виктор Иванович (1947—1990) — советский кинооператор.

## Инфраструктура
Личное подсобное хозяйство с зоной сельскохозяйственного использования, индивидуальная застройка усадебного типа.
Буссевская основная общеобразовательная школа

## Транспорт
На север от села Буссе идёт дорога к селу Симоново Шимановского района. Автобусное сообщение с райцентром. Остановка общественного транспорта «Буссе».